# Silverchair
Silverchair — австралійська альтернативна рок-група. Спочатку колектив з'явився під ім'ям «Innocent Criminals», в 1992 році у Ньюкаслі, в незмінному відтоді складі: вокаліст і гітарист Деніел Джонс, бас-гітарист Кріс Йонна і барабанщик Бен Гілліес. У вересні 1994, група змінила свою назву на Silverchair; назву було взято від назви пісень Nirvana «Sliver» (випадкова орфографічна помилка від «Silver») ((немає АІ | 18 | 05 | 2010)) і треку групи You Am I "Berlin Chair ".
Silverchair відразу досягли успіху з однією з перших своїх пісень, «Tomorrow», вигравши місцеве музичне змагання, що проводилося на австралійській радіостанції «Triple J». Головний приз включав в себе день запису на студії радіостанції, а також зйомки у відео на пісню-переможець «Tommorrow». Радіостанції стали ставити цю пісню в ефір перш ніж Innocent Criminals підписали контракт із звукозаписною компанією, що допомогло групі обзавестися відданими шанувальниками. Цей факт також призвів до того, що за групу вибухнула неабияка війна між австралійськими звукозаписними компаніями. До кінця року вони підписали контракт з Sony Music Australia, і випустили кілька альбомів, які зміцнили їх успіх і визнання в Австралії та на інших континентах, завоювали 19 нагород ARIA Awards, п'ять альбомів стали платиновими в Австралії.

## Дискографія
- Frogstomp (1995)
- Freak Show (1997)
- Neon Ballroom (1999)
- Diorama (2002)
- Young Modern (2007)